# Amora
Amora este un oraș în municipiul Seixal, în districtul Setúbal, Portugalia. Face parte din Zona Metropolitană Lisabona. Populația în 2011 a fost de 48 629 pe o suprafață de 24,36 km².